# 同邊網路效應
同邊網路效應（英語：Same side Network Effects），或簡稱同邊效應。
正的同邊網路效應（英語：Positive Same side Network Effects），指的是平台經濟中相同群組內的人數愈多則價值愈大，例如:社群網路的facebook、Line平台內的使用者愈多、可互相交流的朋友就愈多，使用者貢獻的內容相片、影音也愈多，此平台的價值就會愈大、吸引力也會愈大。
負的同邊網路效應（英語：Negative Same side Network Effects），指的是某些平台中當某一群組的人數過多時，由於競爭激烈而降低了這群組內的人在網路中所能獲得的價值，例如:Uber平台內的司機愈多，競爭愈激烈，他們等待客人的時間愈長，賺錢的機會愈少。此外，YouTube上的使用人數愈多時，上傳暴力、色情、犯罪等多元類型短片就會愈多，而傷害到YouTube的使用者。